# 권혁민 (리포터)
권혁민는 대한민국의 방송인의 리포터, 아나운서이다. 

## 경력
- KBS대구방송총국 리포터